# Roland Brauweiler
Roland Heinrich Wilhelm Brauweiler (* 27. Juli 1879 in Trier; † 6. September 1935 in Berlin-Dahlem) war ein deutscher Jurist.

## Leben
Roland Brauweiler war ein Sohn des Geheimen Baurats bei der Regierung Trier, Roland Brauweiler und dessen Ehefrau Clara Brauweiler, geb. Ruland. Nach dem Besuch des Gymnasiums in Trier nahm er das Studium der Rechtswissenschaften in Bonn, Berlin und München auf. In Genf belegte er Seminare zur Nationalökonomie. Nach dem Abschluss seiner Studien erlangte er die Promotion zum Dr. jur. Im Jahre 1901 betätigte er sich als Referendar am Gericht in Trier. Ab 1904 arbeitete er als Regierungsreferendar in Trier und Potsdam.
Ab 1907 übernahm er Aufgaben als Regierungsassessor in Heydekrug in Ostpreußen und danach in Oppeln. Am  Ersten Weltkrieg nahm er von 1914 bis 1917 teil. Von 1917 bis 1921 wirkte er als Landrat in Lublinitz. Ab 1921 wurde er zum Regierungspräsidenten des Regierungsbezirks Oppeln ernannt. Die gleiche Position nahm er ab dem 14. September 1923 im Regierungsbezirk Westpreußen in Marienwerder bis zum Jahre 1925 ein.
Im Jahre 1925 verließ er den Staatsdienst und wurde am 1. April 1926 leitender Geschäftsführer der Vereinigung der Deutschen Arbeitgeberverbände (VgDA) bis zum Jahre 1933. Nachdem sich am 19. Juni 1933 die VgDA und der Reichsverband der Deutschen Industrie (RDI) zum Reichsstand der Deutschen Industrie (RStDI) zusammenschlossen, gehörte er als Präsidialmitglied dem RStDI an, und zwar bei der sozialpolitischen Abteilung. Weiterhin war er Mitglied im Vorläufigen Reichswirtschaftsrat, im Deutschen Herrenklub (DHK) und im rechtskonservativen Juniklub. Weiterhin gehörte er dem Arbeitsausschuß Deutscher Verbände (AADV) an.
In den Jahren zu Beginn der Wirtschaftskrise ab 1929 mischte sich Brauweiler im Auftrag der VgDA massiv in die deutsche Innen- und Sozialpolitik ein. Im Jahre 1929 veröffentlichte er die Schrift Reformvorschläge der Vereinigung der Deutschen Arbeitgeberverbände zum Gesetz über Arbeitsvermittlung und Arbeitslosenversicherung und 1930 die Schrift Die Reform der Sozialversicherung – eine Schicksalsfrage des deutschen Volkes. Am 6. November 1929 hielt er einen Vortrag beim Preußischen Richterverein, wobei er einen ultimativen Katalog von Forderungen vortrug.
Nach der Bildung der Deutschen Arbeitsfront (DAF) trat er mit dem Vorsitzenden der VgDA, Carl Köttgen, dieser NS-Organisation bei.
Er war seit dem 14. Juni 1919 mit Erika Jänisch, der Tochter des Sanitätsrats Jänisch – Inhaber des Sanatoriums Wölfelsgrund in Schlesien – und seiner Ehefrau Elfriede Reimann –, verheiratet. Er wohnte zuletzt in Berlin-Dahlem in der Hardensleberstr. 18.

## Schriften
- Unternehmer und Sozialpolitik. In: Europäische Revue, 1925
- Aufgaben und Programm der VDA. In: Die Mitgliederversammlung, Schriften der VDA, Heft 18, Berlin 1929, S. 54
- Arbeitgeberverbände. In: Internationales Handwörterbuch des Gewerkschaftswesens, 1930